# Réserve écologique de la Rivière-du-Moulin
Die Réserve écologique de la Rivière-du-Moulin ist die älteste Réserve écologique in der kanadischen Provinz Québec.

## Lage, Aufgabe
Es handelt sich um ein im Jahr 1975 auf einer Fläche von 10,66 ha eingerichtetes Schutzgebiet im Süden der kanadischen Provinz Québec. Es liegt in der regionalen Grafschaftsgemeinde Lotbinière nahe der Gemeinde Lotbinière am Südufer des Sankt-Lorenz-Stroms. Es schützt sehr alte Bestände der Kanadischen Hemlocktanne, die hier mit Weymouth-Kiefern und Gelb-Birke assoziiert sind, und die etwa die Hälfte des Schutzgebiets bedecken.
Das Gebiet liegt auf einer Terrasse von rund 20 m Höhe, die durch den Rückzug des Gletschereises vor etwa 12.000 Jahren entstand. Tonschieferartige Ablagerungen überlagerten dabei sogenannte Shales.
Die Holzeinschläge und die Landwirtschaft haben diesen für die Region typischen Waldtyp derartig reduziert, dass praktisch nur noch junge Bestände vorhanden sind. In diesem Schutzgebiet steht der letzte Wald von so hoher Qualität. Zu den genannten Bäumen kommen Roteichen, Ulmen und Schwarz-Eschen.